# Teleogryllus commodus
Teleogryllus commodus är en insektsart som först beskrevs av Walker, F. 1869.  Teleogryllus commodus ingår i släktet Teleogryllus och familjen syrsor. Inga underarter finns listade i Catalogue of Life.

## Bildgalleri

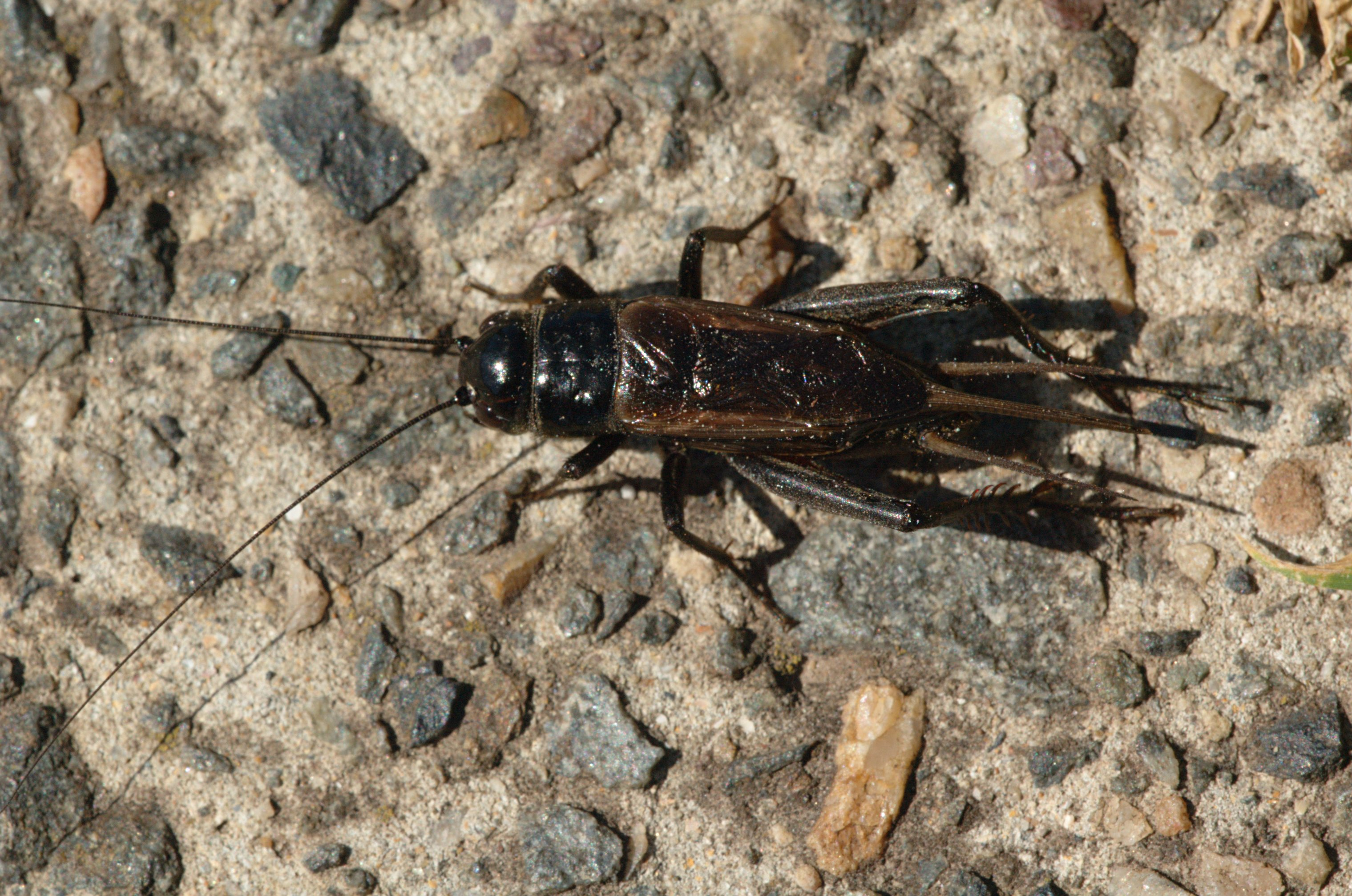